# 요시자와 리리카
요시자와 리리카(일본어: 吉澤 梨里花 よしざわ りりか[*], 2010년 7월 20일 ~ )는 일본의 배우이자 전 어린이 배우이며, 예명은 리리카(梨里花)이다. 도쿄도 출신이다.